# Čindat
Il Čindat (in russo Чиндат?) è un fiume della Russia siberiana occidentale, affluente di sinistra del Čulym (bacino idrografico dell'Ob'). Scorre nei rajon Tjuchtetskij e Biriljusskij del Territorio di Krasnojarsk.
Il fiume proviene dall'estremo sud-est del bassopiano della Siberia occidentale. Scorre in direzione prevalentemente nord-occidentale e sfocia lungo la riva sinistra del canale Stel'makovskaja, il quale si immette nel Čulym a 753 km dalla foce. La lunghezza del fiume è di 126 km, il bacino imbrifero è di 1 360 km².